# Rudolf Haas (Unternehmer, 1843)

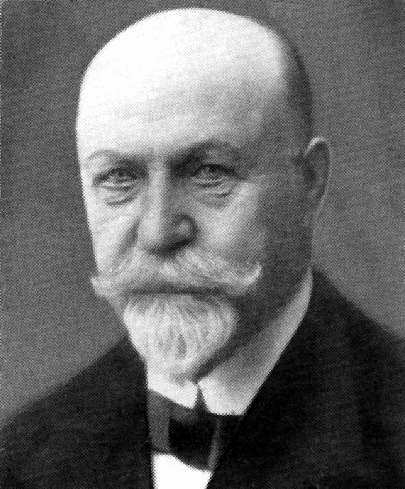
Rudolf Haas

Rudolf Haas (* 2. November 1843 in Dillenburg; † 28. Oktober 1916 in Sinn) war ein deutscher Unternehmer und Besitzer der Neuhoffnungshütte bei Sinn.

## Leben
Rudolf Haas wurde als Sohn des Hüttenbesitzers Friedrich Wilhelm Ernst Haas (1815–1865) und dessen Ehefrau Magdalene Silbereisen (1821–1896) geboren. Er besuchte ab 1853 die Lateinschule Dillenburg und von 1857 bis 1863 das Gymnasium Weilburg. Er studierte an der Ruprecht-Karls-Universität Heidelberg und der Montanhochschule Leoben. Am 30. Januar 1864 wurde er im Corps Tauriscia Leoben recipiert. 1867 trat er in den väterlichen Betrieb ein.
Unter seiner Führung (ab 1900 alleinige Leitung) beschleunigte sich die Entwicklung des Unternehmens. Neben der Einführung und Ausbau der Elektrizitätsversorgung führte vor allem das werkseigene Eisenbahnnetz mit Anschluss an die preußischen Staatseisenbahnen zum Erhalt der Konkurrenzfähigkeit. Durch die Verlagerung vom Eisenbergbau (zur Jahrhundertwende besaß Haas & Sohn 168 Grubenstücke) und Hüttenwesen zu weiterverarbeitenden Produkten wie Draht, Stifte, Hufeisen, Kochgeräte, Öfen, Material für Eisenbahnbau etc. konnten zukunftsweisende Absatzmärkte erschlossen werden. Beispielhaft war der Modellwandel vom mehrstöckigen Etagenofen zum modernen Zimmer-Füllregulierofen mit dem Industriedesigner Franz Boeres.
Seinen bürgerlichen Lebenstraum erfüllte er sich mit der Planung und dem Bau einer neuen Villa Haas am Firmenstandort bei Sinn und deren historistischen Parkanlage. Beratend war anfänglich der Privat-Baumeister Bovensiepen (Essen), der bereits einige Unternehmervillen wie zum Beispiel die Villa Waldrich in Siegen entworfen hatte. Den Auftrag bekam schließlich der jüngere Architekt Ludwig Hofmann, der auch für die Weiterentwicklung des städtebaulichen Ensembles Hansastraße/Rudolfstraße in Sinn um 1900 verantwortlich war. Typisch für Haas war, technische Innovationen, wie z. B. die Stahlbetonbauweise (seit der Weltausstellung Paris bekannt), einzuplanen. Sein soziales Engagement zeigt sich in der Errichtung neuer Arbeitersiedlungen mit Ledigenheim und Konsumanstalt. Rudolf Haas war Mitbegründer des renommierten Vereins Deutscher Eisenhüttenleute und Mitglied des Nassauischen Vereins für Naturkunde.

## Ehrungen

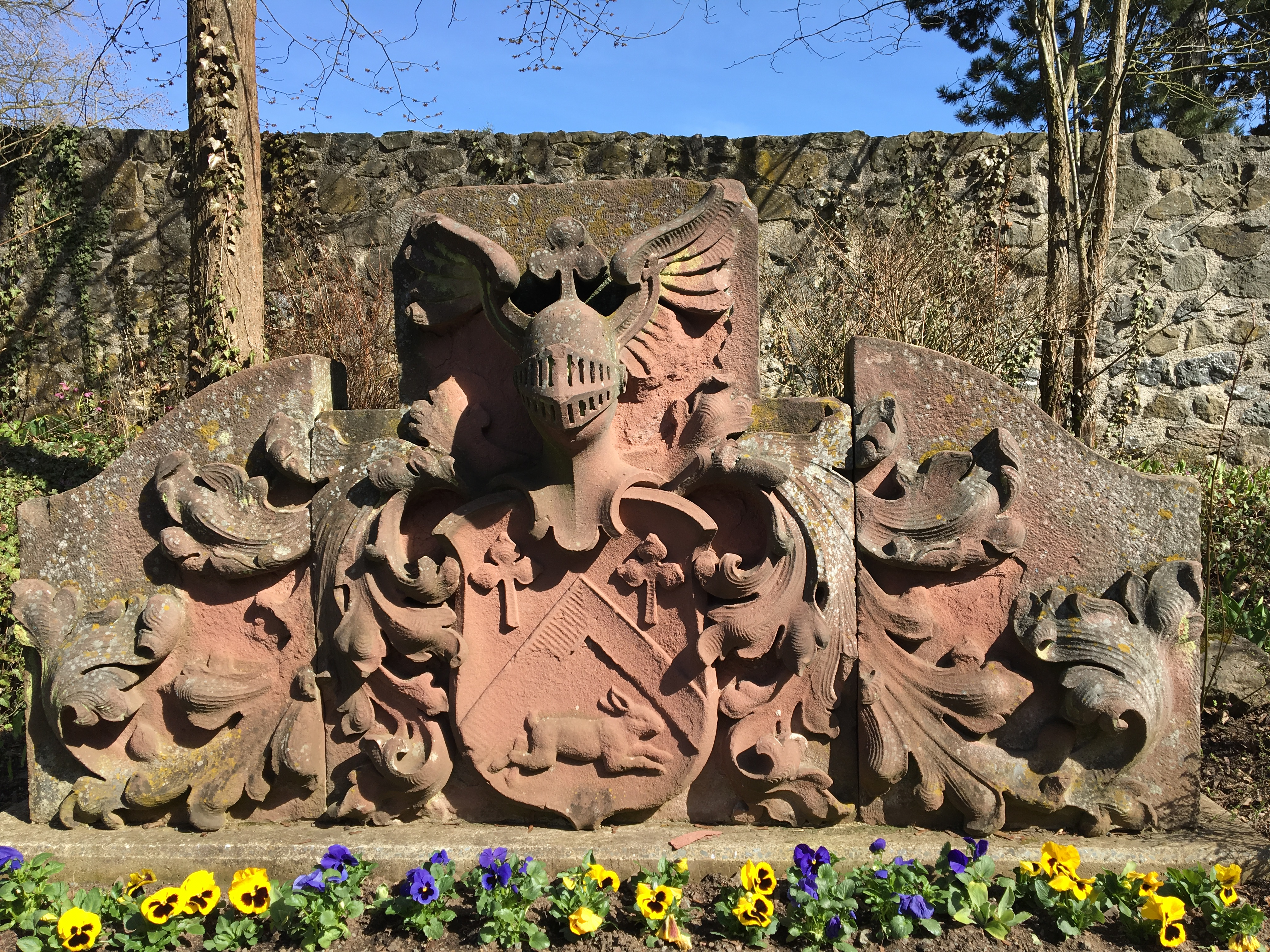
Wappen der Familie Haas

- Geheimer Kommerzienrat (1901)
- Rudolfstraße in Sinn